# Diboruro de titanio
El diboruro de titanio (TiB2) es un material superduro que presenta gran resistencia a la oxidación y la erosión.

## Propiedades
Presenta un punto de fusión elevado (2790 °C) y alta dureza (33 gigapascal)

## Síntesis
No existe de forma natural en la tierra, su producción debe realizarse en el laboratorio. Existen varios procedimientos, por ejemplo reacción directa de titanio o sus óxidos con boro elemental a más de 1000 °C.

## Aplicaciones
Su alta dureza y resistencia al desgaste lo hacen muy útil para herramientas de corte y piezas de desgaste.